# Amaya Fernández Pozuelo
Pour les articles homonymes, voir Fernández.
Amaya Fernández Pozuelo, née à Madrid au XXe siècle, est une pianiste et claveciniste classique espagnole, professeure de clavecin à Milan.

## Biographie
Née à Madrid, après des études de piano au Conservatoire de l'Escurial de sa ville natale, Amaya Fernández Pozuelo se rend en Italie, grâce à des prix et à des bourses, afin d'étudier le clavecin, sous la direction de Laura Alvini. Ayant achevé avec succès son cycle d’études à la Civica Scuola di Musica de Milan, Amaya obtient son diplôme d’État, puis reçoit les conseils précieux de Christiane Jaccottet et d'Emilia Fadini selon la tradition de l'époque. Elle complète sa formation avec la maîtrise en musicologie et patrimoine musical à l’Université de Milan, sous la direction d'Emilio Sala et de Renato Meucci. 
Elle collabore en tant que basse continuiste avec des orchestres et des groupes importants. Active dans le domaine du théâtre musical, elle interprète plusieurs opéras en tant que maestro au clavecin. Comme soliste elle a une préférence pour les musiques du XVI, XVII et XVIII siècles, contribuant à donner une vision nouvelle du répertoire de l’école espagnole pour clavier, avec par exemple le CD El canto llano del caballero paru sous le label Amadeus. 
Amaya Fernández Pozuelo enseigne le clavecin et la basse continue à la Civica Scuola di Musica Claudio Abbado de Milan.
En 2018, elle enregistre le disque Domenico Scarlatti. Alio modo sous le label Stradivarius.